# Пастка (фільм, 1998)
«Пастка» (англ. Captured) — американський кінофільм режисера Пітера Ляпіса, що вийшов на екрани в 1998 році.

## Сюжет
Коли Роберт Брід зібрався викрасти чергову машину, він не очікував, що це може бути смертельно небезпечно. Упевнені в успіху, вони з братом вирушають на справу і несподівано зазнають невдачі. Знаючи, що грабіжники обов'язково повернуться, господар «Порше» бізнесмен Голден Даунс не пошкодував грошей на хитромудру пастку, щоб провчити крадіїв. Він серйозно підготувався, але не думав, що зайде надто далеко.

## У ролях
| Актор           | Роль |
| --------------- | ---- |
| Нік Манкузо     | -    |
| Ендрю Дівофф    | -    |
| Лінда Хоффман   | -    |
| Майкл Махонен   | -    |
| Сет Петерсон    | -    |
| Пол Коллінз     | -    |
| Крістофер Кріса | -    |
| Бет Тегарден    | -    |
| Луїза Лешін     | -    |
| Тед Гір         | -    |

## Знімальна група
- Режисер — Пітер Ляпіс
- Сценарист — Пітер Ляпіс
- Продюсер — П'єр Девід, Нік Манкузо, Кен Сандерс
- Композитор — Ерік Лундмарк